# 北海道道582号苫前停車場線
北海道道582号苫前停車場線（ほっかいどうどう582ごう とままえていしゃじょうせん）は、北海道苫前郡苫前町内を結ぶ一般道道（北海道道）である。

## 概要

### 路線データ
- 起点：北海道苫前郡苫前町字苫前（旧国鉄 羽幌線 苫前駅跡）
- 終点：北海道苫前郡苫前町字苫前（国道232号交点）
- 総延長：0.561 km
- 実延長：0.550 km
- 重用延長：0.011 km

### 道路管理者
- 留萌振興局 留萌建設管理部 羽幌出張所

## 歴史
- 1967年（昭和42年）3月31日 - 路線認定[1]。
- 1987年（昭和62年）3月30日 - 羽幌線の廃線に伴い、苫前駅は廃駅となる。

## 地理

### 通過する自治体
- 留萌振興局
  - 苫前郡苫前町

### 交差する道路
苫前町
- 国道232号 - 字苫前（終点）

### 沿線にある施設など
苫前町
- 苫前町郷土資料館
- 苫前町立苫前小学校